# Vidraru
Die Vidraru-Talsperre (rumänisch Barajul Vidraru) ist eine Talsperre im Kreis Argeș in der historischen Region Walachei (Țara Românească) in Rumänien.

## Geographische Lage
Die Vidraru-Talsperre befindet sich nördlich der historischen Region Große Walachei (Muntenia) am Oberlauf des Argeș. In Form einer Bogenstaumauer zwischen den Gebirgszügen Frunții und Ghițu der Transsilvanischen Alpen (Carpații Meridionali), ist die Talsperre etwa 30 Kilometer nördlich von der Kleinstadt Curtea de Argeș entfernt und dient der Stromerzeugung. Das zum Vidraru gehörende Wasserkraftwerk befindet sich zwei Kilometer nördlich des Dorfes Căpățânenii Ungureni der Gemeinde Arefu. Auf der Staumauer verläuft die Transfogarascher Hochstraße (Drumul Transfăgărășan), welche Teil der Nationalstraße (drum național) DN 7C ist.

## Geschichte
1961 wurde mit dem Bau der Talsperre und zur gleichen Zeit auch mit dem 104 Meter unterhalb des Flussbettes tiefer gelegenen Wasserkraftwerk begonnen. Zur Bauzeit der Staumauer wurde der Argeș in einer 5,20 Meter großen Röhre – heute am Boden der Talsperre – am Bauwerk vorbeigeleitet. Im Dezember 1965 wurde der Stausee erstmals aufgestaut. Laut einem Presseartikel der Zeitung Scânteia wurde die Talsperre am 15. März 1966 in Betrieb genommen; der damalige Minister für Elektrizitätswirtschaft,
Emil Drăgănescu, war auch anwesend. Dieselbe Zeitung schrieb ein Jahr davor, dass die Bergbauarbeiten für die Wasserzufuhr zum späteren Wasserkraftwerk vierzig Tage vor dem Fertigstellungstermin abgeschlossen seien.
Nach Aussagen einiger Einheimischen aus der Umgebung befanden sich im Argeș-Tal oberhalb der heutigen Talsperre der Ort Cumpăna, ein ehemaliges Forstarbeiterdorf aus k. u. k. Zeiten (welches aber in einer Generalkarte von Mitteleuropa um 1918 nicht aufgenommen ist) mit der Vila Verde – das Verwaltungsgebäude des damaligen Forstbetriebs –, das Ferienhaus der Familie Brătianu und eine Schmalspurbahn, die hier ihre Endstation hatte. Des Weiteren sollen mit dem Stausee auch der Ort Tunel, ein Friedhof mit deutschen Soldaten und eine Hütte des Malers Rudolf Schweitzer-Cumpăna überflutet worden sein.
Zum Zeitpunkt ihrer Fertigstellung (1966) war die Vidraru-Talsperre das fünftgrößte Bauwerk ihrer Art in Europa sowie das neuntgrößte weltweit.
Der Wasserpegel des Stausees erreicht selten einen derart hohen Stand, dass das Wasser kontrolliert über die Stauanlage abgeleitet werden müsste. Letzte kontrollierte Ableitung wurde am 28. Juli 2010, vorletzte 2005 vorgenommen.

## Talsperre
Bei der Sperrmauer handelt es sich um eine Mehrfachbogenstaumauer aus Beton mit neun horizontalen Galerien und einer Höhe von 166,60 Meter über der Gründungssohle. Die Kronenbreite beträgt sechs Meter, die Kronenlänge 307 Meter. Sie verfügt über zwei Grundablässe. Einer der Ablässe ist 218 Meter lang und hat einen 4,20 Meter großen Durchmesser, der zweite hat einen Durchmesser von 5,20 Meter bei einer Länge von 244 Meter. Die Hochwasserentlastung besteht aus drei Öffnungen von  jeweils neun Metern Länge.
Für die Errichtung der Staumauer waren 42 km unterirdische Tunnel nötig, Aushub von 1.768.000 Kubikmeter Felsgestein, davon rund 1 Million aus dem Untergrund, 930.000 Kubikmeter Beton, davon 400.000 Kubikmeter im Untergrund und außerdem wurden 6300 Tonnen elektromechanischer Ausrüstung installiert.
Das Wasserwirtschaftsamt ABAAV (Administrația Bazinala de Apă Argeș-Vedea) der Region behauptet, dass die Staumauer einem Erdbeben von über Stärke neun auf der Richterskala standhielte. Allerdings ist die Dispersion des Wassers sehr hoch und eine Katastrophe bei einem Mauerbruch hätte Auswirkungen bis auf das Gebiet um die Stadt Curtea de Argeș.
Falls es zu einem Bruch der Staumauer kommen sollte, wäre laut Wasserwirtschaftsamt mit einer Wassermenge von 451.125 m³/s zu rechnen. Die Flutwelle würde nach einer Minute die Gemeinde Arefu, nach vier Minuten die Gemeinde Corbeni, nach 13 Minuten die Gemeinde Albeștii de Argeș, nach 20 Minuten die Gemeinde Valea Danului und die Stadt Curtea de Argeș usw. erreichen. Die Gemeinde Bascov wäre nach 66 Minuten und die Kreishauptstadt Pitești nach 72 Minuten von den Folgen des Mauerbruchs betroffen.

## Stausee
Der Stausee hat bei einer Länge von 10,3 Kilometern einen Umfang von 28 Kilometer und ist in der Gegend bei Valea Lupului und Călugărița bis zu 2,2 Kilometer breit. Sein Volumen umfasst etwa 465 Millionen Kubikmeter.
Um die verfügbare Wassermenge für den Kraftwerksbetrieb zu erhöhen, wird der Vidraru-Stausee aus mehreren Bächen wie dem Topolog, Vâlsan, Doamnei, Valea lui Stan und anderen, von denen einige durch insgesamt 29 Kilometer lange Rohrleitungen zugeleitet werden, aufgestaut. Somit beträgt das natürliche Einzugsgebiet des Stausees etwa 745 km² mit einer Wasserführung von 19,67 m³/s.
In den nachfolgenden Jahren wurden mehrere Stauseen und Wasserkraftwerke entlang des Argeș errichtet, letzter Stausee 1994 bis 2003 bei Ogrezeni im Kreis Giurgiu.

## Wasserkraftanlage
Das Wasserkraftwerk (⊙), bis 1989 nach dessen Initiator Gheorghe Gheorghiu-Dej, dem damaligen Staatspräsidenten Rumäniens, benannt, wurde am 9. Dezember 1966 in Betrieb genommen. Das Kraftwerk soll bis Anfang 2014 etwa 17.034 Gigawattstunden elektrische Energie erzeugt haben. In einem mittleren hydrologischen Jahr kann das Vidraru-Wasserkraftwerk etwa 400 GWh elektrische Energie produzieren. Mit den vier Francis-Turbinen von je 55 Megawatt hat es eine installierte Leistung von 220 MW. Der unterirdische Raum, in dem sich die Turbinen befinden, ist 7,80 Meter lang, 16,70 Meter breit und 31,70 Meter hoch. Die Wasserhauptzufuhr mit einem Durchmesser von 5,15 Meter befindet sich in den Felsen der rechten Talseite auf einer Gesamtlänge von 2.130 Meter. Nach 1.135 Meter überquert ein 105 Meter langes und gepanzertes Rohr (⊙) den Bach Valea lui Stan (ein 11 km langer Gebirgsbach im Frunții-Massiv).

## Freizeit, Tourismus, Sport
Vidraru-Staumauer und Vidraru-Stausee sind Anziehungspunkte in der Region. Zum Freizeitangebot zählen Schifffahrten auf dem See, das Fischen (auch in gemieteten Booten), das Bungeespringen von der 166 Meter hohen Staumauer wird inzwischen nicht mehr angeboten. Oberhalb der Talsperre steht eine Statue, welche Prometheus, mit erhobenen Armen einen Blitz haltend, darstellen soll. (Vom Bildhauer Constantin Popovici 1965 erstellt.)
Bei etwa 200 Meter oberhalb des Kraftwerkes befindet sich die Ruine der mittelalterlichen Höhenburg Poenari. Entlang des Stausees verläuft die Transfogarascher Gebirgsstraße in nördliche Richtung am Bâlea-See vorbei und endet in Cârțișoara im Kreis Sibiu in Siebenbürgen.

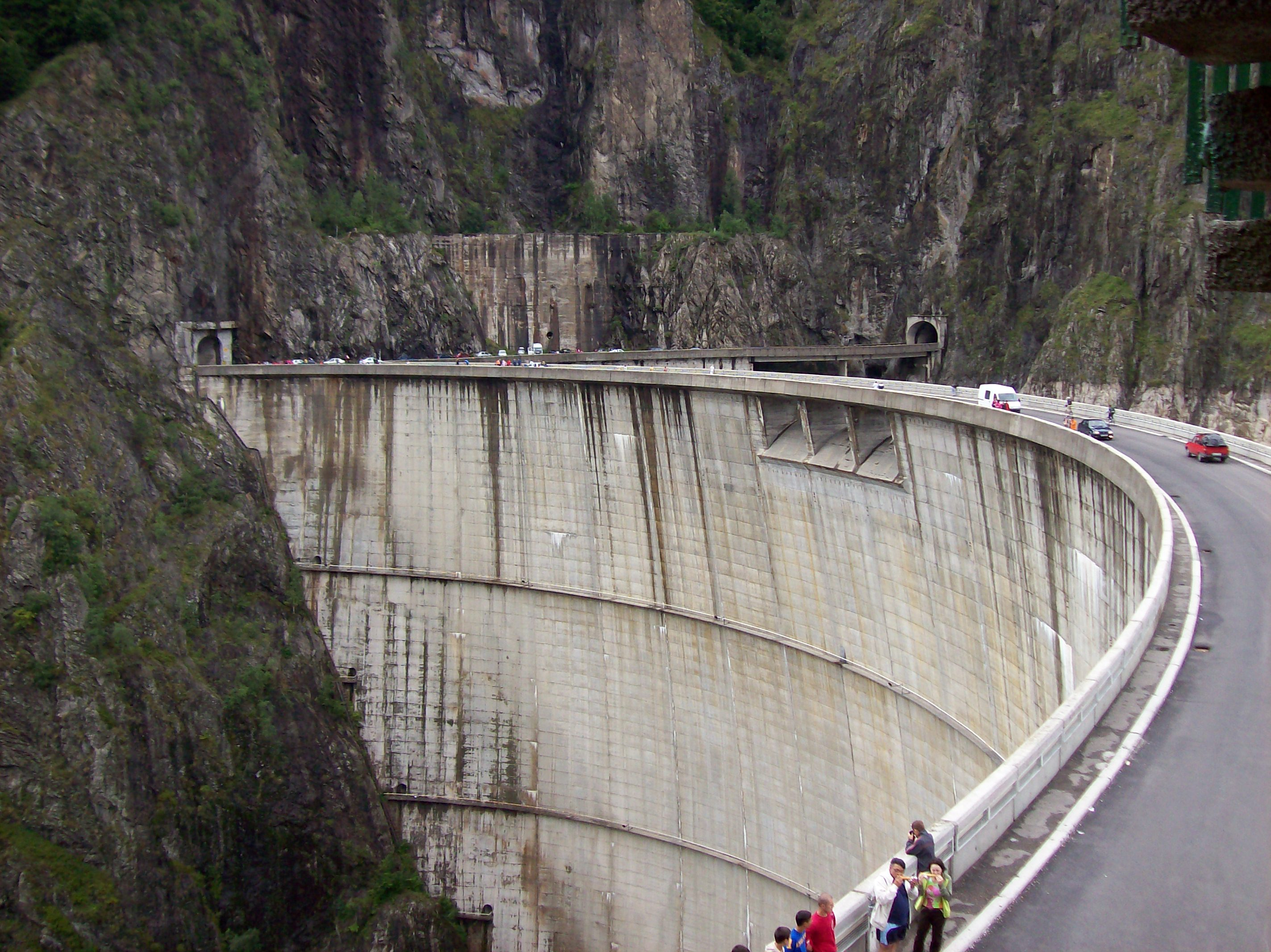
Blick auf die Talsperre
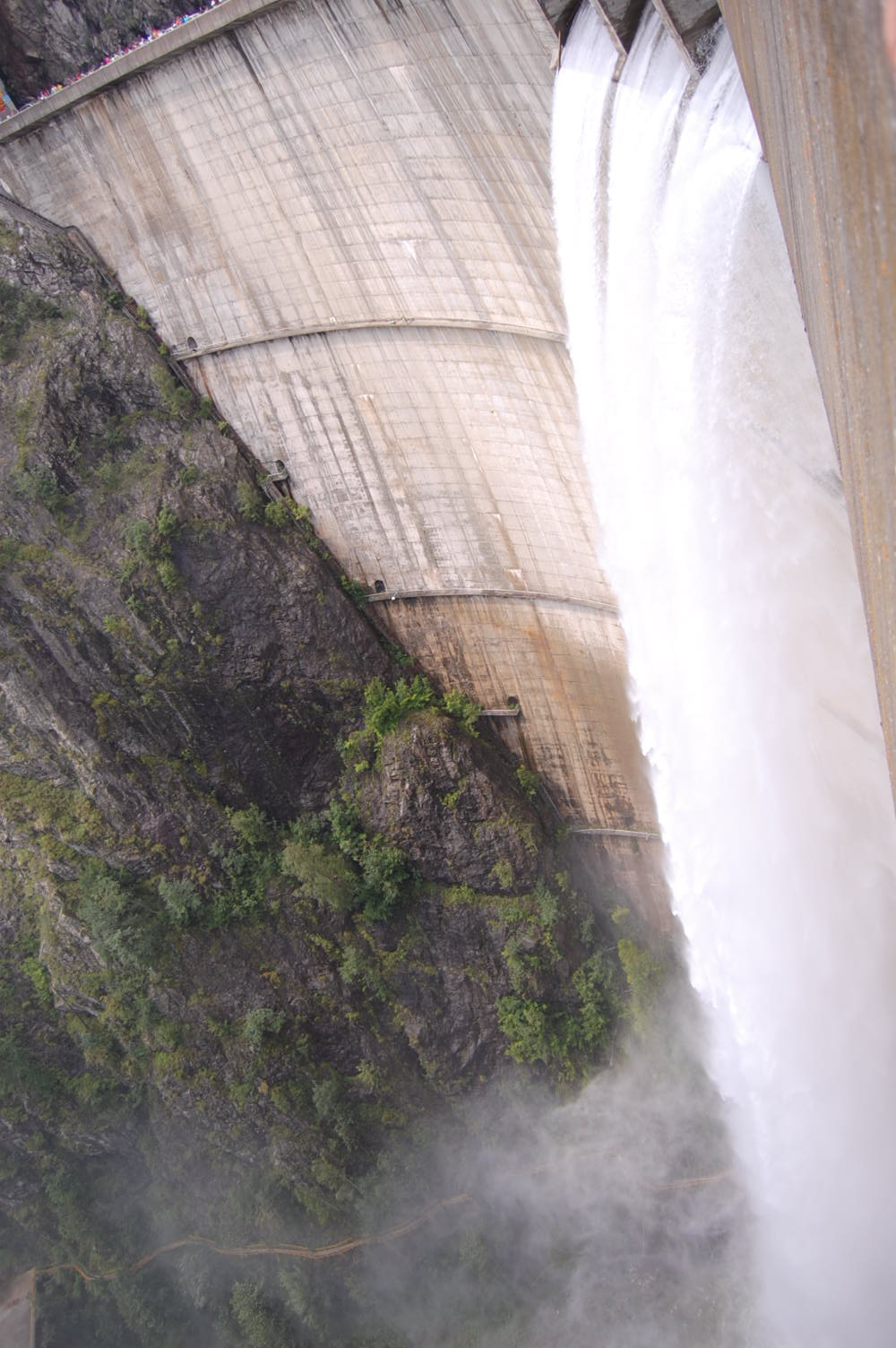
Geöffneter Überlauf, August 2010
Prometheus als Symbol für Elektrizität
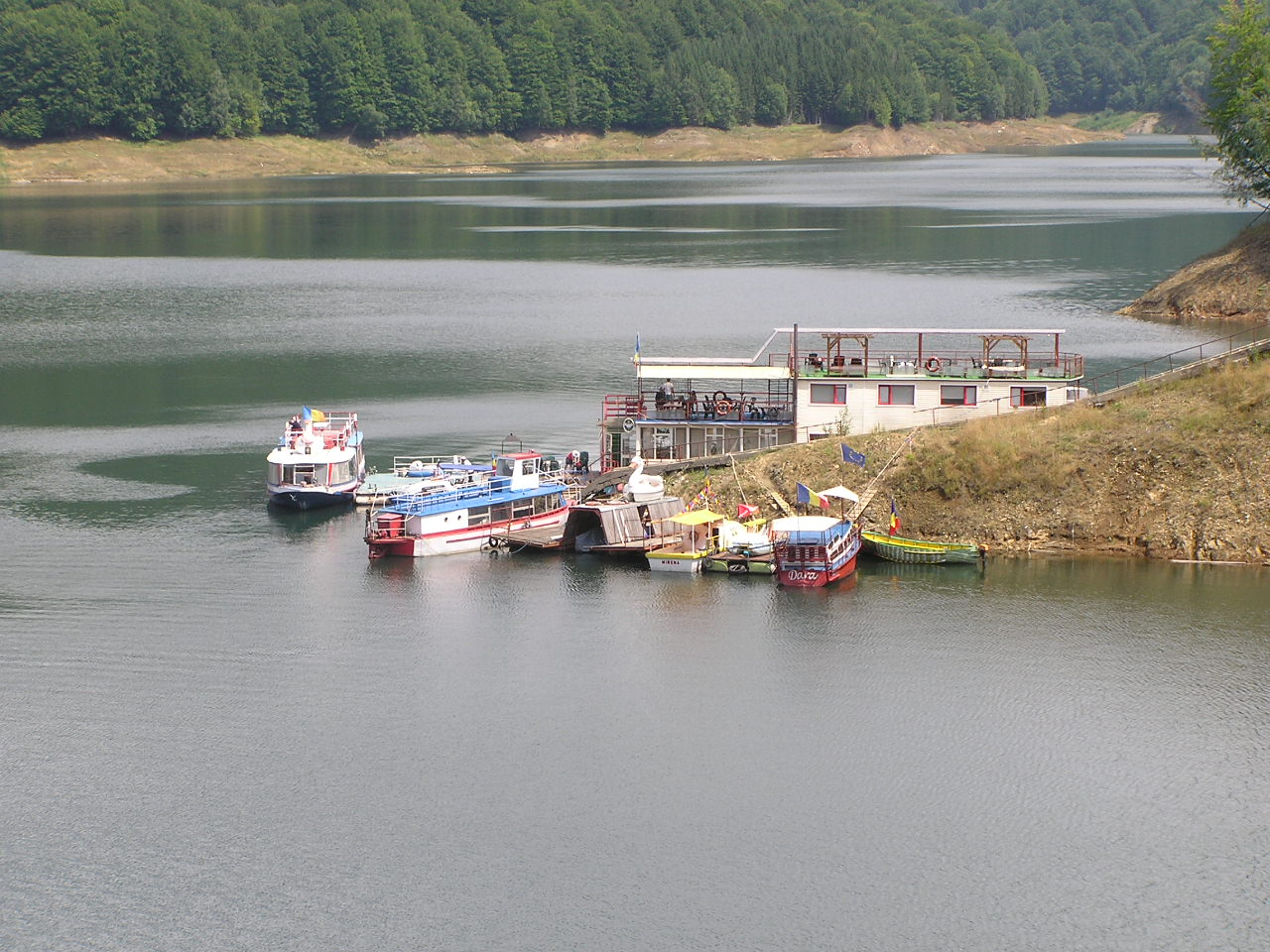
Bootsanlegestelle nahe der Talsperre
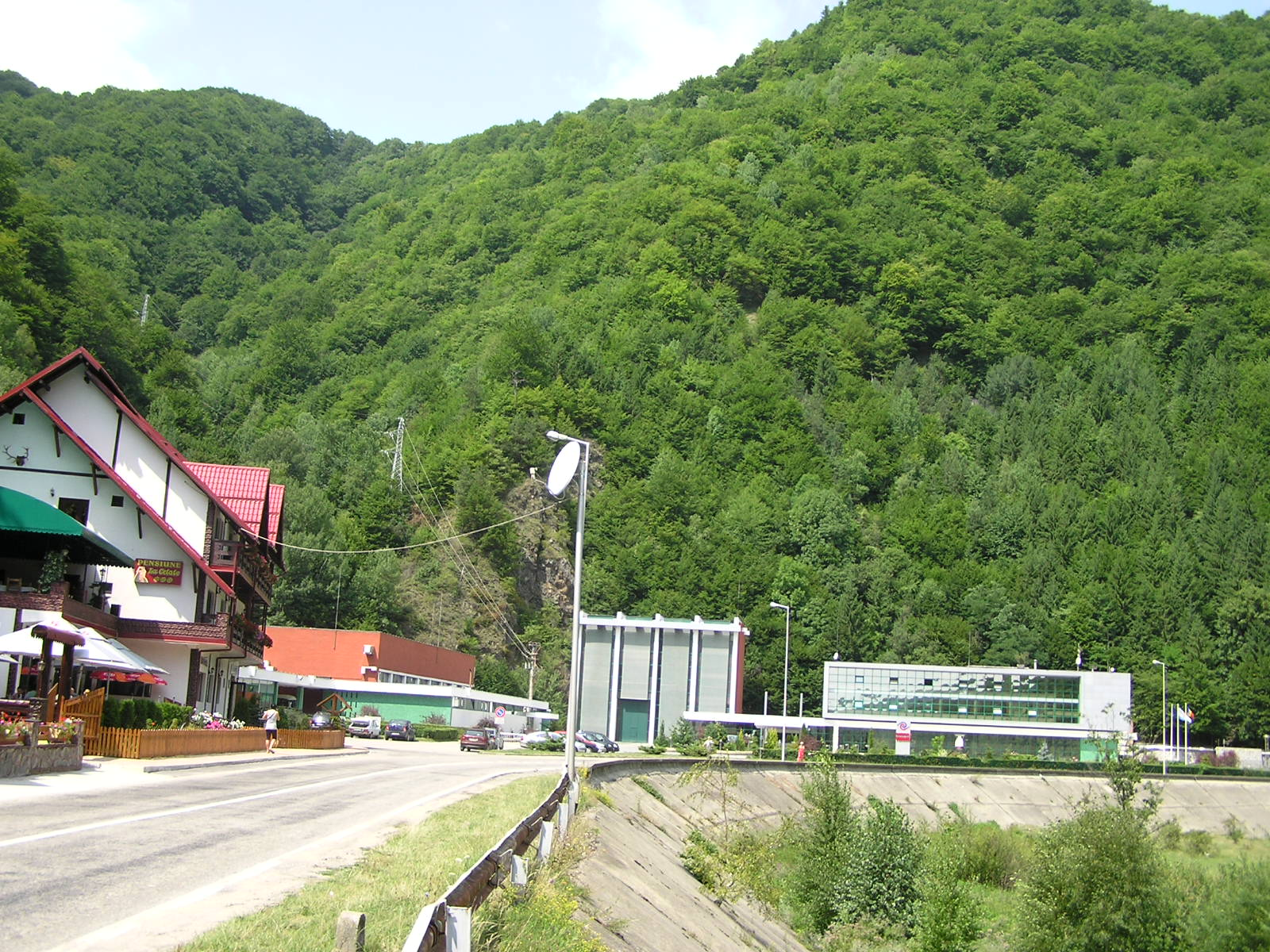
Blick auf das Kraftwerk

## Besondere Ereignisse
In der Zeit vom 24. Juni bis 6. Juli 1974 war für einen der beiden Grundablässe eine Generalüberholung geplant. Am 6. Juli 1974 bildete sich mittags ein Leck oberhalb des Flussbettes und der Wasserstrahl löste etwa 10.000 m³ Gesteinsbrocken vom Hang ab. Am gleichen Tag konnte abends gegen halb acht Uhr der Absperrschieber, dessen Stromversorgungsleitungen zu Schaden gekommen waren, abgelassen werden. Die Wassermenge (nach unterschiedlichen Angaben) von etwa 600 m³/s oder 800 m³/s zerstörte die Stromversorgungsleitungen der Absperrschieber, die Straße im alten Flussbett an mehreren Stellen, einige Brücken und Häuser und auch zwei Menschen wurden offiziell als tot gemeldet. Nachträglich wurde der See geleert und die Schäden behoben.
Zeitzeugen berichten von mehreren toten Soldaten, welche an der Transfogarascher Straße arbeiteten und in der Nähe der Staumauer wohnten, als auch von viel größeren Schäden als jene, die von offizieller Seite gemeldet wurden.